# 큭릿 쁘라못
몸라차웡 큭릿 쁘라못(태국어: ม.ร.ว. คึกฤทธิ์ ปราโมช, 1911년 4월 20일 - 1995년 10월 9일)은 태국의 정치인이자 학자이다. 큭릿은 1973~1974년 동안 타이 인민대표원(태국어: สภาผู้แทนราษฎรไทย 사파푸탠 라사돈 타이[*])의 의장이었으며, 1975~1976년 동안 태국의 13대 총리를 역임하였다.

## 같이 보기
- 세니 쁘라못